# Pietro Spagnoli
Pietro Spagnoli (22 de enero de 1964) es un barítono belcantista italiano.

## Biografía
Nació en Roma (Italia) e ingresó a los ocho años en el coro de la Capilla Sixtina hasta los trece. A los 22 ingresó en el Coro de la RAI y en 1987 hizo su debut en la ópera Livietta e Tracolla de Giovanni Battista Pergolesi en el Teatro Comunal de Florencia. Desde entonces, ha sido uno de los barítonos más demandados en el repertorio belcantista con especial predilección por Gaetano Donizetti y Gioacchino Rossini: del primero ha interpretados los roles de Antonio en Linda di Chamounix, el sargento Sulplice en La hija del regimiento o tanto el rol del doctor Dulcamara como Belcore en El elixir de amor; del segundo ha sido tanto Figaro como Bartolo en El barbero de Sevilla, o tanto Mustafá como Taddeo en La italiana en Argel.
También es un intérprete habitual de las óperas de Wolfgang Amadeus Mozart.
Pietro Spagnoli ha actuado en los cosos operísticos más importantes como la Scala de Milán, el Metropolitan de Nueva York, la Royal Opera House, el Teatro San Carlos de Nápoles, el Teatro Real de Madrid, el Concertgebouw de Ámsterdam o la Ópera de París. También ha sido invitado a los festivales de Festival de Pesaro, Salzburgo, Aix-en-Provence o Glyndebourne.